# Радомек (Вармінсько-Мазурське воєводство)
Радомек (пол. Radomek, нім. Klein Radem) — село в Польщі, у гміні Ілава Ілавського повіту Вармінсько-Мазурського воєводства. Населення — 366 осіб (2011).
У 1975—1998 роках село належало до Ольштинського воєводства.

## Демографія
Демографічна структура станом на 31 березня 2011 року:
|          | Загалом | Допрацездатний вік | Працездатний вік | Постпрацездатний вік |
| -------- | ------- | ------------------ | ---------------- | -------------------- |
| Чоловіки | 169     | 43                 | 110              | 16                   |
| Жінки    | 197     | 55                 | 105              | 37                   |
| Разом    | 366     | 98                 | 215              | 53                   |